# Amphelictus castaneus
Amphelictus castaneus är en skalbaggsart som beskrevs av Chemsak och Linsley 1964. Amphelictus castaneus ingår i släktet Amphelictus och familjen långhorningar.
Artens utbredningsområde är Venezuela. Inga underarter finns listade i Catalogue of Life.